# هاینریش ویندلن
هاینریش ویندلن (انگلیسی: Heinrich Windelen; زاده ۲۵ ژوئن ۱۹۲۱ – درگذشته ۱۶ فوریهٔ ۲۰۱۵) سیاستمدار اهل آلمان بود.
هاینریش ویندلن در ۱۶ فوریه ۲۰۱۵، در سن ۹۳ سالگی درگذشت.